# Округ Дарам (Северна Каролина)
Округ Дарам (енгл. Durham County) је округ у америчкој савезној држави Северна Каролина.

## Демографија
По попису из 2010. године број становника је 267.587, што је 44.273 (19,8%) становника више него 2000. године.
| Група             | 2000.           | 2010.           |
| Белци             | 107.371 (48,1%) | 112.697 (42,1%) |
| Афроамериканци    | 88.109 (39,5%)  | 101.577 (38,0%) |
| Азијати           | 7.350 (3,3%)    | 12.278 (4,6%)   |
| Хиспаноамериканци | 17.039 (7,6%)   | 36.077 (13,5%)  |
| Укупно            | 223.314         | 267.587         |